# Brèu e Salagòssa
Brèu e Salagòssa (en francès Bréau-et-Salagosse) és un municipi francès situat al departament del Gard i a la regió d'Occitània.